# 콜렌 캠벨

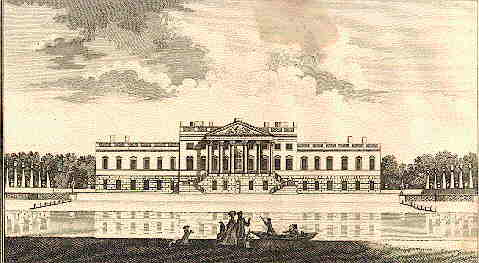
원스테드 하우스

콜렌 캠벨(Colen Campbell, 1676년 6월 15일 ~ 1729년 9월 13일)은 잉글랜드에서 활약한 스코틀랜드의 건축가이다. 스코틀랜드의 건축가 제임스 스미스(James Smith, 1645년 ~ 1731년)의 영향을 받았다. 캠벨은 바로크 양식의 과도한 장식성을 비판하고 고전 건축의 단순미의 부활을 주장하며 팔라디오 양식을 이상적 모델로 받아들였다. 영국의 고전 건축에 대한 도판을 수록한 《비트루비우스 브리태니커스》(Vitruvius Britannicus)를 저술하였다. 대표작으로 원스테드 하우스(Wanstead Park), 스투어헤드(Stourhead), 휴턴 홀(Houghton Hall), 벌링턴 하우스(Burlington House) 등이 있다.